# Superficie reglada
Una superficie reglada, en geometría, es la generada por una recta, denominada generatriz, al desplazarse sobre una o varias líneas curvas o rectas, denominadas directrices. En función de las características y condiciones particulares de estos elementos, recibe diversos nombres.

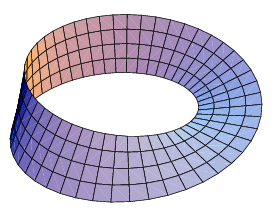
Plot paramétrico de una banda de Möbius.

## Clasificación de las superficies regladas
Superficies regladas son:
- El plano
- Las superficies de curvatura simple:
  - Superficie cilíndrica
    - Superficie cilíndrica de revolución
    - Superficie cilíndrica de no revolución

  - Superficie cónica
    - Superficie cónica de revolución
    - Superficie cónica de no revolución
- Las superficies alabeadas
  - Cilindroide
  - Conoide
  - Superficie doblemente reglada
    - Paraboloide hiperbólico
    - Hiperboloide de revolución

## Ecuaciones matemáticas

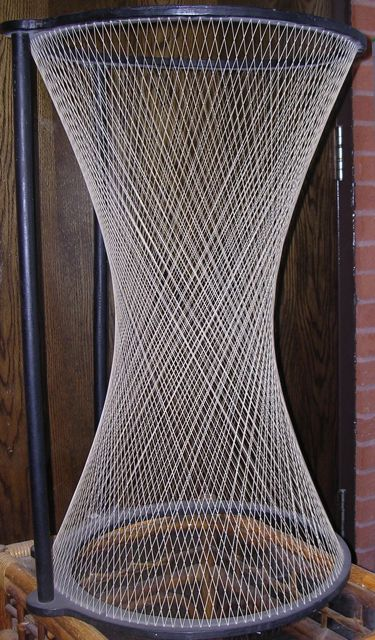
Un hiperboloide de una sola hoja, es una superficie de revolución. Los alambres son líneas rectas.

Una superficie {\displaystyle \mathbf {S} } es reglada si para cada punto {\displaystyle \mathbf {p} } de la misma, existe una línea recta que contiene a {\displaystyle \mathbf {p} } y contenida en {\displaystyle \mathbf {S} }. Una superficie reglada {\displaystyle \mathbf {S} } puede representarse siempre (al menos localmente) por una ecuación paramétrica de la siguiente forma:

{\displaystyle \mathbf {S} (t,u)=\mathbf {p} (t)+u\mathbf {r} (t)}

donde {\displaystyle \mathbf {p} (t)} es una curva en {\displaystyle \mathbf {S} }, y {\displaystyle \mathbf {r} (t)} es una curva en la esfera unidad. Así, por ejemplo, 

{\displaystyle {\begin{aligned}\mathbf {p} &=(\cos(t),\sin(t),0)\\\mathbf {r} &=\left(\cos \left({\frac {t}{2}}\right)\cos(t),\cos \left({\frac {t}{2}}\right)\sin(t),\sin \left({\frac {t}{2}}\right)\right)\end{aligned}}}

se obtiene una superficie que contiene la Cinta de Möbius.
Alternativamente, una superficie reglada {\displaystyle \mathbf {S} } puede representarse paramétricamente como:

{\displaystyle \mathbf {S} (t,u)=(1-u)\mathbf {p} (t)+u\mathbf {q} (t)}

Donde {\displaystyle \mathbf {p} } y {\displaystyle \mathbf {q} } son dos curvas de {\displaystyle \mathbf {S} } que no se intersecan. Por ejemplo, cuando {\displaystyle \mathbf {p} (t)} y {\displaystyle \mathbf {q} (t)} se mueven con velocidad constante a lo largo de dos rectas alabeadas, la superficie es un paraboloide hiperbólico, o parte de un hiperboloide de una sola hoja.

{\displaystyle x^{2}+y^{2}-z^{2}=1\,}